# Titularbistum La Imperial
La Imperial ist der Name einer historischen Stadt in Chile und heute ein Titularbistum der römisch-katholischen Kirche.
Die Stadt wurde 1551 von Pedro de Valdivia gegründet und von den Spaniern im Zuge der Araukaner-Aufstände im Jahre 1600 wieder aufgegeben. 1882 gründete Gregorio Urrutia an derselben Stelle die bis heute bestehende Stadt Carahue.
Das Titularbistum geht zurück auf das bis zur Aufgabe der Stadt bestehende, gleichnamige historische Bistum in Chile, das der Kirchenprovinz Lima angehörte.
| Titularbischöfe von La Imperial |                             |                                                                |                  |                   |
| Nr.                             | Name                        | Amt                                                            | von              | bis               |
| 1                               | Ricardo Ezzati Andrello SDB | Weihbischof in Santiago de Chile                               | 10. Juli 2001    | 27. Dezember 2006 |
| 2                               | Pedro Ossandón Buljevic     | Weihbischof in Concepción (Chile) ab 2012 in Santiago de Chile | 4. November 2008 | 28. Oktober 2021  |
| 3                               | Henry Joseph Balzan         | Weihbischof in La Serena (Chile)                               | 5. April 2024    |                   |